# Volžsko-uralská ropně-plynárenská pánev
Volžsko-uralská ropně-plynárenská pánev, také Volžsko-uralská ropně-plynárenská provincie, je zeměpisná oblast v jižním Rusku. Pánev se rozprostírá od západního břehu Volhy po západní Ural a obsahuje značné zásoby ropy a zemního plynu.

## Popis
Volžsko-uralská ropně-plynárenské pánev je velká geografická oblast v Rusku. Pánev se nachází zhruba ve stejné oblasti jako Volžko-uralská oblast, je širokou antiklinálou vytvořenou mezi západním břehem řeky Volhy a západními svahy pohoří Ural. Region je dále rozdělen na tři podoblasti: permsko-baškirský oblouk tvoří severní hranici regionu, žigulevsko-orenburský oblouk tvoří jeho jižní hranici, přičemž je odděluje tatarský oblouk. Mezi hlavními oblouky se nachází řada depresí. Kromě toho minerální složení regionu umožnilo vytvoření řady sedmi velkých zvodnělých vrstev – největší zásoby vody se nacházejí ve východní části pánve, kde se podvodní kanály setkávají se západními svahy pohoří Ural. Hlavní část pánve se nachází blízko severního pobřeží Kaspického moře.
Volžsko-uralská provincie je tvořena řadou různých geologických vrstev. Dno pánve je tvořeno krystalinikem a pochází z archaika (4,0 až 2,5 miliard let). Nad touto vrstvou jsou mladší vrstvy skládající se z různých materiálů včetně pískovce, břidlice, organických forem uhličitanů a dalších sedimentovaných hornin. Mnoho z horních vrstev regionu je složeno z mořských minerálů vytvořených vyhynutými živočichy někdejšího Uralského oceánu a Permského moře. Je pozoruhodné, že rozmanité zbytky moří z období jury a triasu – nalezené v jiných částech Ruska – nejsou v regionu příliš rozšířené.
Geologická historie a minerální složení pánve přispělo k tvorbě ropy a zemního plynu v regionu, který v současné době obsahuje velké množství těchto fosilních paliv. Tyto zásoby se podílejí na životaschopných hospodářském využití regionu; podle jednoho zdroje bylo od roku 1983 v regionu přibližně 600 ropných a plynových polí s dalšími 2000 menšími ložisky. O pánev byl omezený zájem až do čtyřicátých let 20. století, kdy vypuknutí druhé světové války znamenalo pro region větší objem investic. Ekonomické investice do těžebního průmyslu provincie se v 50. letech výrazně zvýšily, v 80. letech byly sníženy a pokračují až do současnosti. Mezi významná ropná pole v regionu patří Romaškinské ropné pole. Města Syzraň, Perm, Ufa, Samara a Orenburg leží v hranicích provincie. Řada ropovodů přepravuje ropu vytěženou v regionu do různých oblastí v Rusku.